# Denierota
Denierota là một chi bọ cánh cứng trong họ Meloidae.
Chi này được miêu tả khoa học năm 1959 bởi Kaszab.

## Các loài
Các loài trong chi này gồm:
- Denierota kraatzi (Haag-Rutenberg, 1880)
- Denierota sanguineoguttata (Haag-Rutenberg, 1880)